# Sanza Pombo
Sanza Pombo – miasto w Angoli, w prowincji Uíge.